# Raset del Pas Gran
El Raset del Pas Gran és un indret de la carena del Montsec d'Ares, a cavall dels termes municipals d'Àger, a la Noguera, i Castell de Mur, dins de l'antic terme de Guàrdia de Tremp, al Pallars Jussà.
Està situat a llevant del Tossal de la Cova dels Pobres i de lo Pas Gran, a l'extrem oriental del Serrat de Fontfreda.